# Nel rukh
Nel rukh (In the Rukh) è un racconto dello scrittore inglese Rudyard Kipling appartenente al ciclo de Il libro della giungla.
È stata la prima delle Storie di Mowgli ad essere scritta e pubblicata, comparendo prima nella raccolta Many Inventions del 1893 e successivamente nel McClure's Magazine nel giugno 1896. È stata quindi inclusa nelle prime edizioni de Il libro della giungla, ma nella raccolta completa delle sue opere, la Sussex Edition del 1937-1938, venne rispostata da Kipling in Many Inventions; questo è dovuto probabilmente al fatto che si tratta di un racconto relativamente diverso rispetto agli altri, narrato attraverso il punto di vista di un uomo bianco (Gisborne) invece che da quello delle creature della giungla.

## Trama
Gisborne, una guardia forestale in India, incontra un giovane adulto semi-nudo di nome Mowgli nella giungla (chiamata Rukh), che lo conduce al luogo dove sta riposando una tigre responsabile della morte di un'altra guardia. Gisborne uccide l'animale e successivamente riceve la visita di Mowgli, che non era mai stato nella casa di un uomo bianco.
Un giorno, la cavalla di Gisborne scappa nella giungla, e Mowgli la riporta al suo padrone insieme ai suoi fratelli lupi; scoprono così che l'animale era stato prelevato dal maggiordomo di Gisborne, Abdul Gafur, che stava scappando con i soldi del suo padrone. In seguito, Gisborne viene a conoscenza dal suo capo della storia di come Mowgli è stato cresciuto dai lupi.
Alla fine, Mowgli accetta la proposta di Gisborne di lavorare come guardia forestale e sposa sua figlia.

## Critica
La critica è generalmente concorde nel ritenere questo racconto profondamente diverso dalle altre storie de Il libro della giungla, in particolare nella figura di Mowgli.
J. I. M. Stewart parla ad esempio dell'«assenza di magia» che avrebbe caratterizzato le storie successive, mentre Cyril Falls rileva come il mondo ideale di Mowgli sia un mondo fantastico e non uno realistico come quello rappresentato in Nel rukh. J. M. S. Tompkins, invece, sottolinea la scarsa somiglianza del Mowgli ben conosciuto con quello descritto in questo racconto, dove ad esempio è diffidente rispetto al fuoco e si rivolge a Fratel Bigio come parlerebbe al proprio cane.

## Uso nello scautismo
Il racconto, non essendo presente nelle edizioni ufficiali del Libro della giungla, non viene utilizzato neanche all'interno della branca dei lupetti dello scautismo. Venne pubblicato per la prima volta sulla rivista Jau! come Ultima storia di Mowgli, e successivamente nelle prime due edizioni delle Storie di Mowgli dell'AGESCI (solo per questioni di completezza), ma nelle edizioni successive non venne più incluso.